# Veraudunus

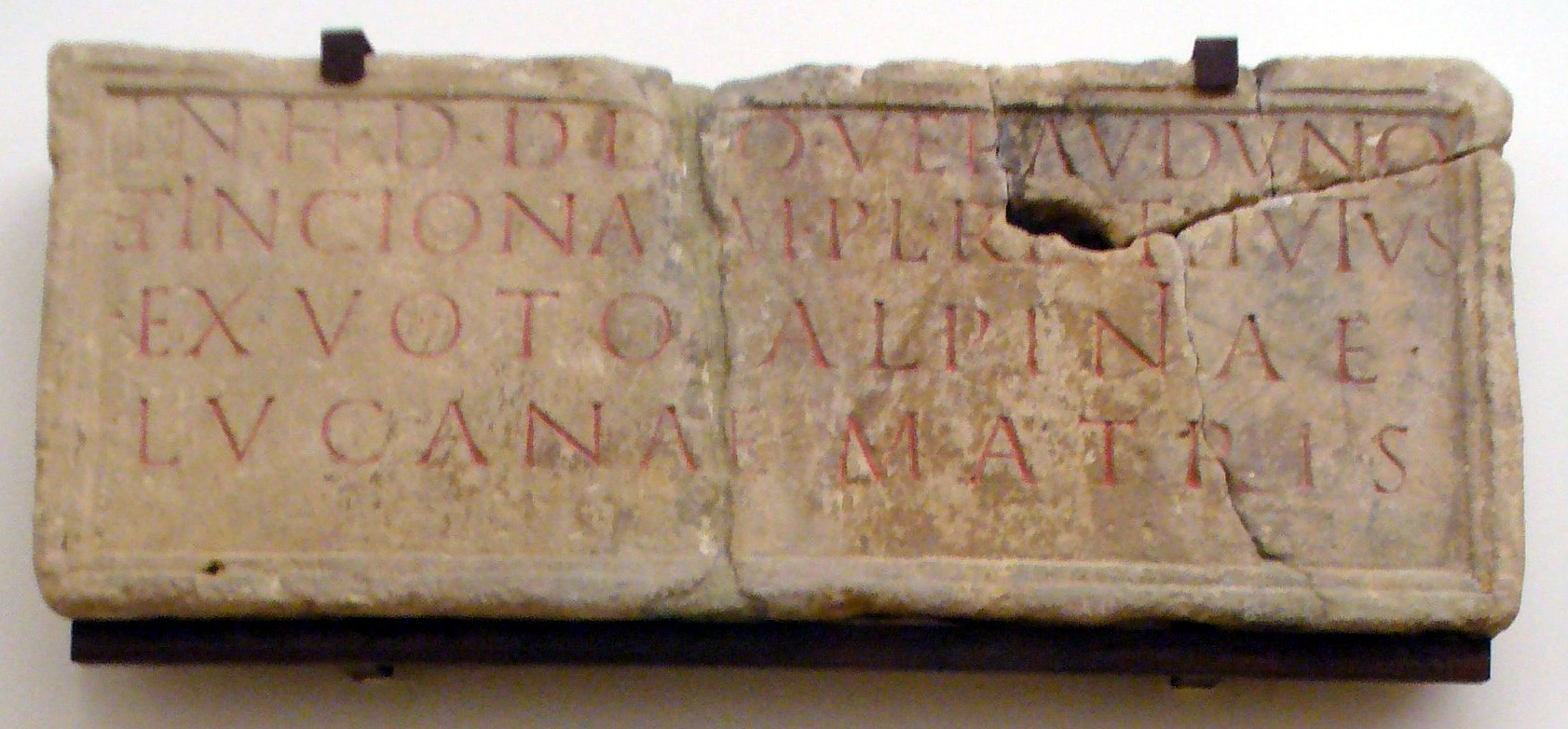
Weiheinschrift auf Sandstein an Veraudunus und Inciona vom Widdenberg, Luxemburg.

Veraudunus (auch Veringodumnus) war ein keltischer Gott aus dem Gebiet der Treverer. Er ist einzig durch zwei Inschriften vom Widdenberg in Luxemburg bezeugt, auf denen er mit Inciona genannt wird. Daher wird angenommen, dass sie seine Begleiterin war. Auf einer bronzenen Votivgabe wird außerdem noch Lenus erwähnt.
Es kann sein, dass Veraudunus als personifizierter Widdenberg gesehen wurde, der damals möglicherweise den gleichen Namen trug. Dafür würde eine etymologische Ableitung sprechen, nämlich von gallisch *vero-dunon, d. h. „großer befestigter Hügel“, also die gleiche Herkunft wie die der französischen Städte namens Verdun.